# ATi XGP
Der Name ATi XGP steht für eXternal Graphics Platform und bezeichnet eine Technik von AMD/ATI, die es ermöglicht, externe Grafikkarten an Laptops anzuschließen. Eingeführt wurde diese mit der AMD-Notebookplattform „Puma“.

## Technisches
Der Anschluss der Grafikkarte geschieht dabei über ein speziell entwickeltes Interface, welches die volle Bandbreite eines PCIe-16x-Anschlusses bieten kann. Des Weiteren soll mit Lasso auch Crossfire am Notebook möglich sein.

## Marktposition
Da sich austauschbare Grafikkarten im MXM/AXIOM-Format nie durchsetzen konnten, wurden externe Grafikkarten entwickelt, die per ExpressCard-Anschluss oder über einen speziell entwickelten Anschluss mit einem Laptop verbunden werden können.

## Erste Versionen
Als erstes hat Fujitsu Siemens eine externe ATI Mobility Radeon™ HD 3870 („Amilo GraphicBooster“) in Kombination mit dem AMILO Notebook Sa 3650 auf den Markt gebracht. Fujitsu Siemens verwendet hierzu einen eigens entwickelten Port. Die externe HD 3870 soll laut einem FSC-Pressesprecher „bis zu 8000 Punkte“ im Benchmarkprogramm 3DMark 06 erreichen. Ende 2009 erschien zudem das Acer Ferrari One 200, ein 11,6 Zoll Netbook das zusammen mit einer externen ATI Mobility Radeon™ HD 4670 („Acer DynaVivid“) arbeitet.

## Technische Spezifikationen des Amilo GraphicBoosters
- ATI Mobility Radeon™ HD 3870 mit 512 MB GDDR3 Video-Speicher
- Anschlüsse: DVI-I, HDMI, USB 2.0 (bis zu drei externe Monitore)
- Abmessungen: 180 × 130 × 33,5 mm
- Gewicht: 0,5 kg